# Акимовка (Нижнегорский район)
Аки́мовка (укр. Яки́мівка, крымскотат. Akimovka, Акимовка) — село в Нижнегорском районе Республики Крым, центр Акимовского сельского поселения (согласно административно-территориальному делению Украины — Акимовского сельского совета Автономной Республики Крым).

## Население
| 2001 | 2014  |
| ---- | ----- |
| 1607 | ↘1312 |

Всеукраинская перепись 2001 года показала следующее распределение по носителям языка
| Язык             | Процент |
| ---------------- | ------- |
| русский          | 65.9    |
| крымскотатарский | 16.49   |
| украинский       | 15.81   |
| другие           | 0.06    |

### Динамика численности
| - 1900 год — 81 чел. - 1915 год — 65/25 чел. - 1926 год — 140 чел. - 1939 год — 354 чел. | - 1974 год — 737 чел. - 1989 год — 357 чел. - 2001 год — 1607 чел. - 2014 год — 1312 чел. |

## Современное состояние
На 2017 год в Акимовке числится 9 улиц; на 2009 год, по данным сельсовета, село занимало площадь 163,9 гектара на которой, в 469 дворах, проживало более 1,5 тысяч человек. В селе действуют средняя школа, детский сад «Колосок», амбулатория общей практики семейной медицины, отделение почты России, библиотека-филиал № 1, храм в честь Святаго Духа. Акимовка связана автобусным сообщением с Симферополем, райцентром и соседними населёнными пунктами.

## География
Акимовка — большое село в центральной части района, в степном Крыму, в низовье долины Салгира, на берегу одного из коллекторов Северо-Крымского канала, высота центра села над уровнем моря — 11 м. Соседние сёла: на юге в 700м Двуречье, в 300 м квосточнее — Кирсановка, там же в 2,7 км Охотское и в 1,2 км на северо-восток Лужки. Расстояние до райцентра — около 12 километров (по шоссе), там же ближайшая железнодорожная станция — Нижнегорская на линии Джанкой — Феодосия. Транспортное сообщение осуществляется по региональным автодорогам 35К-372 Акимовка — Луговое и 35Н-380 Нижнегорский — Лиственное (по украинской классификации — С-0-10916 и С-0-10924).

## История
Впервые в исторических документах деревня, как Ново-Акимовка Ак-Шеихской волости Перекопского уезда, встречается в «…Памятной книжке Таврической губернии на 1900 год», согласно которой в деревне числился 81 житель в 12 дворах. На 1914 год в селении действовала земская школа. По Статистическому справочнику Таврической губернии. Ч.II-я. Статистический очерк, выпуск пятый Перекопский уезд, 1915 год, в деревне Акимовка (она же Казанки) Ак-Шеихской волости Перекопского уезда числилось 11 дворов (все дворы с землёй) с русским населением в количестве 65 человек приписных жителей и 25 — «посторонних», из которых 45 мужчин и 45 женщин. Жители владели 1265 десятинами удобной земли. В хозяйствах имелось 110 лошадей, 120 волов, 48 коров и 255 голов мелкого скота.
После установления в Крыму Советской власти, по постановлению Крымревкома от 8 января 1921 года № 206 «Об изменении административных границ» была упразднена волостная система и в составе Джанкойского уезда был создан Джанкойский район. В 1922 году уезды преобразовали в округа. 11 октября 1923 года, согласно постановлению ВЦИК, в административное деление Крымской АССР были внесены изменения, в результате которых округа были ликвидированы и основной административной единицей стал Джанкойский район и село включили в его состав. В 1925 году в селе была создана артель по совместной обработке земли. Согласно Списку населённых пунктов Крымской АССР по Всесоюзной переписи 17 декабря 1926 года, в селе Акимовка, центре Акимовского сельсовета (в котором село состоит всю дальнейшую историю) Джанкойского района, числилось 24 двора, из них 23 крестьянских, население составляло 140 человек. В национальном отношении учтено: 134 русских, 3 украинцев, 3 еврея, действовала русская школа, открытая в том же году. Постановлением ВЦИК «О реорганизации сети районов Крымской АССР» от 30 октября 1930 года был создан Сейтлерский район (по другим сведениям 15 сентября 1931 года) и село передали в его состав. В 1931 году в Акимовке образован колхоз «Дружба», с 1934 года происходило преселение крестьян из Брянской области. По данным всесоюзная перепись населения 1939 года в селе проживало 354 человека.
После освобождения Крыма от фашистов, 12 августа 1944 года было принято постановление № ГОКО-6372с «О переселении колхозников в районы Крыма» и в сентябре 1944 года в район приехали первые новоселы (320 семей) из Тамбовской области, а в начале 1950-х годов последовала вторая волна переселенцев из различных областей Украины. С 25 июня 1946 года Акимовка в составе Крымской области РСФСР. Указом Президиума Верховного Совета РСФСР от 18 мая 1948 года, Акимовку объединили с селом Семекиш с названием Акимовка. 26 апреля 1954 года Крымская область была передана из состава РСФСР в состав УССР. С 12 февраля 1991 года село в восстановленной Крымской АССР, 26 февраля 1992 года переименованной в Автономную Республику Крым."" По данным переписи 1989 года в селе проживало 357 человек. С 21 марта 2014 года в составе Крыма аннексирована Россией.

### Известные жители
Опрышко, Виталий Яковлевич — председатель колхоза «Дружба», Герой Социалистического Труда — звание присвоено в 1966 году.